# Jajar Wayang
Jajar Wayang is een bestuurslaag in het regentschap Pekalongan van de provincie Midden-Java, Indonesië. Jajar Wayang telt 3251 inwoners (volkstelling 2010).